# Cellier (architecture)
Pour les articles homonymes, voir Cellier.

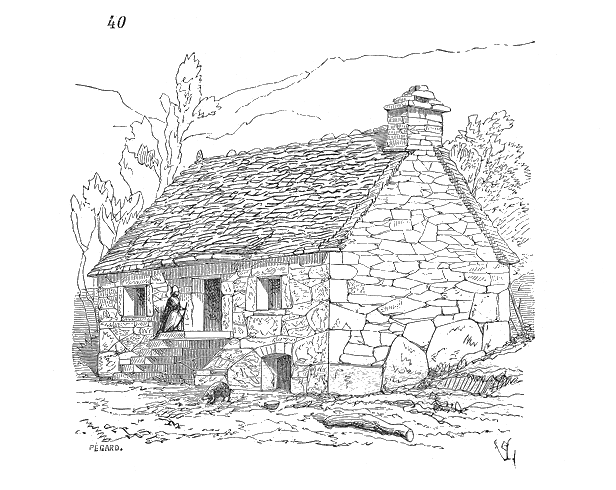
Cellier d'une maison traditionnelle du Morvan (accès par la porte de droite, en rez-de-chaussée). L'occupation de cet espace fait que les pièces d'habitation sont accessibles par un escalier extérieur en pierre menant à une porte haute (à gauche, à l'étage).

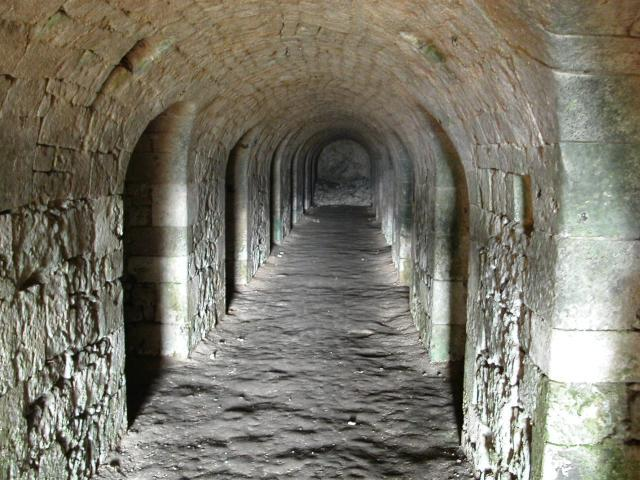
Cellier de l'abbaye de Fontaine-Guérard (Eure).

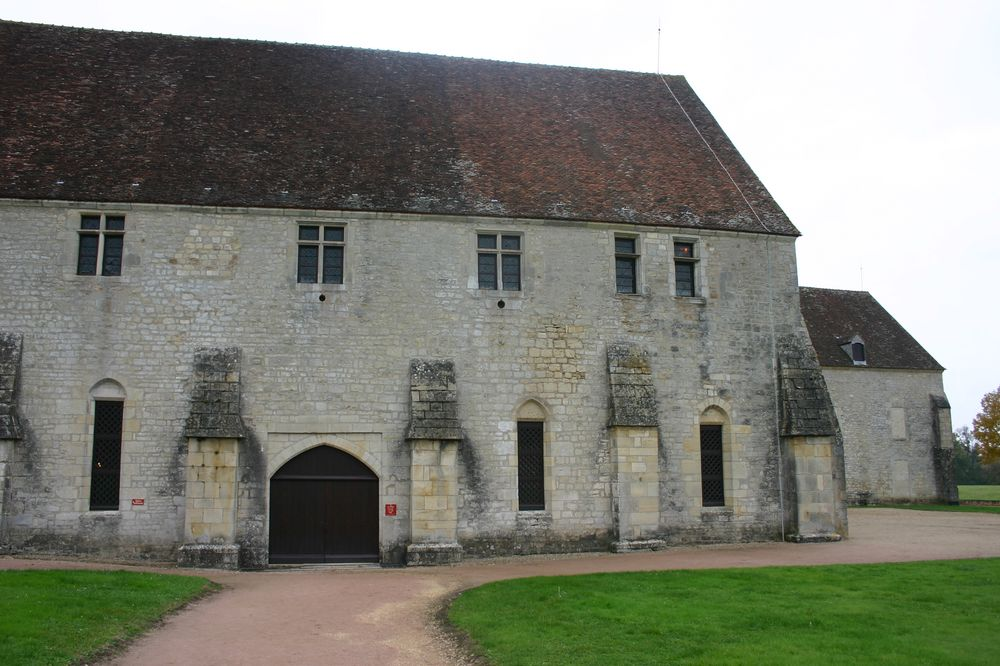
Cellier de l'abbaye de Noirlac (Cher).

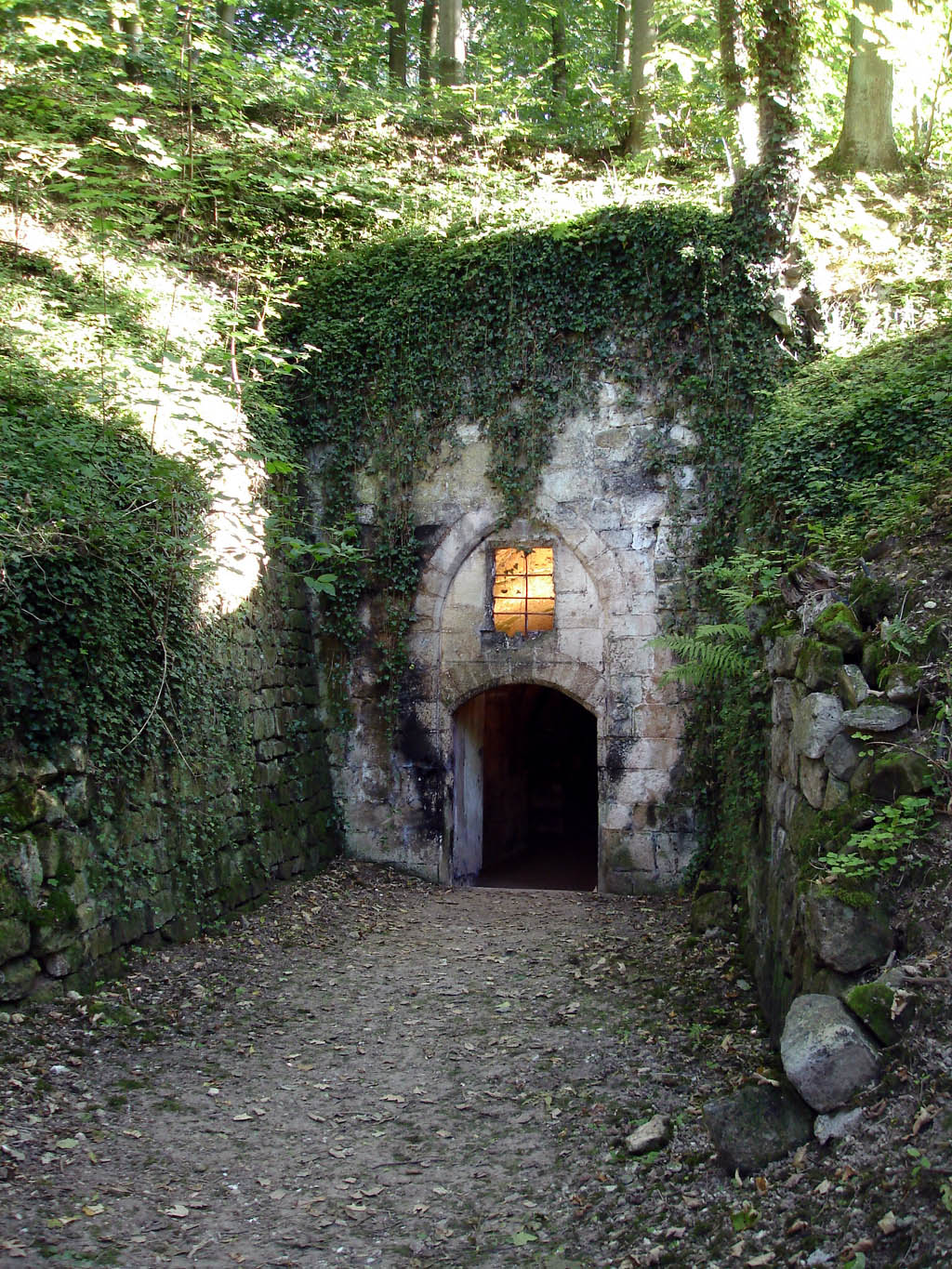
Cellier de l'abbaye Notre-Dame du Val à Mériel (Val-d'Oise).

Le cellier (du bas latin cellarium, dérivé de cella, « chambre ») est, dans un bâtiment, une pièce affectée à la conservation de provisions, fruits et légumes, œufs, viandes salées ou séchées. On y conserve le vin et des alcools forts et s'il n'y a que cela, on emploie plutôt le terme de « cave à vin », voire de « chai » s'il s'agit d'un usage uniquement professionnel. Des celliers spécifiquement destinées aux fruits étaient dénommés « fruitier ».
Aujourd'hui, quand il existe, ce local frais aux murs épais, et pas ou peu éclairé, est généralement proche de la cuisine, au rez-de-chaussée ou en étage du bâtiment ou attenant à celui-ci. En complément ou en l'absence de cellier, la cave et le grenier étaient souvent utilisés pour conserver les provisions.

## Historique
Le cellier était depuis plusieurs siècles une pièce typique d'une grande partie de l'habitat traditionnel eurasiatique. Cette pièce était souvent hermétiquement close ou garnie de pièges de manière à protéger la nourriture des insectes et autres animaux. Dans les châteaux, casernes, abbayes ou grandes institutions, le cellier pouvait, comme le four à pain, faire partie d'un ensemble fortifié, ou être en tout ou partie creusé dans la roche ou enterré pour rester frais et être mieux protégé des vols ou pillages éventuels.
Le cellier était généralement creusé dans le sol et non exposé au sud de manière à y conserver la fraîcheur et une température stable propice à la conservation des aliments et des murs épais le protégeaient du gel. Les parois pouvaient en être blanchies d'un badigeon de chaux qui a des vertus désinfectantes.
Son usage a régressé à partir du XIXe siècle, et il a souvent disparu de l'architecture contemporaine en raison de l'apparition des réfrigérateurs et des congélateurs.
Avec l'évolution des habitations et des modes de vie (aliments achetés au fur et à mesure dans le commerce), le nom a été conservé au XXe siècle pour désigner une petite pièce attenante à la cuisine du logement, local sans caractéristique spéciale.
En France, des architectes contemporains réintroduisent des celliers dans les maisons pour faciliter une meilleure conservation de fruits et légumes éventuellement récoltés sur place.
Le manque d'un grand cellier dans la plupart des établissements scolaires disposant d'une cantine est un des obstacles évoqués à la consommation d'aliments issus de l'agriculture biologique et des « circuits courts » entre consommateur et producteur[citation nécessaire].